# 동양개개비
동양개개비(Oriental Great Reed Warbler, 학명 : Acrocephalus orientalis)는 참새목 개개비과 개개비속에 속하는 새이다.

## 특징
동양개개비는 몸길이가 18cm 정도이며 한국에서 흔히 번식하는 여름 철새이다. 몸은 대체로 갈색을 띤다.
좁은 지역에서 많은 무리가 생활한다. 서식지는 이름에 갈대(Reed)가 들어가는 것에서 알 수 있듯이, 주로 강, 하천, 저수지, 호수 등의 주위에 있는 갈대밭에서 서식하며 부들 등에서 서식하기도 한다. 알은 둥지에 한번에 2 ~ 6개 정도 낳고, 12 ~ 14일 정도 품는다. 알의 색은 약간 푸른빛이 도는 바탕에 어두운색의 반점이 있다.
먹이는 곤충류, 거미류, 개구리 등을 먹는다.

## 계통 분류
동양개개비(A. orientalis)는 원래 개개비(Great Reed Warbler, Acrocephalus arundinaceus)의 아종이었으나, 현재는 독립된 종으로 분류한다. 동양개개비는 유라시아 대륙의 동부 지역인 아시아의 동부 및 남부에 서식하는데 반하여, 개개비는 유럽과 아시아 서단 등 유라시아 대륙 서부 및 중앙 지역에서 서식하는 종이다.

## 분포
여름철엔 동북아시아 등지에서 번식하며, 겨울철에는 동남아시아에서 월동한다. 일부는 텃새로 생활하기도 한다.

## 같이 보기
- 개개비